# Кома
Вижте пояснителната страница за други значения на Кома.
В медицината, кома (от старогръцки: κῶμα – дълбок сън) е особено състояние на безсъзнание. Коматозният пациент не може да бъде събуден и обикновено не реагира на болка или светлина, също така няма сънни цикли и не може да извършва действия по собствена воля. Комата може да настъпи в резултат по ред причини, включително интоксикация, метаболични абнормалности, заболявания на централната нервна система, остри неврологични травми като инсулт и хипоксия.

## Патологично състояние

### Определение на кома
Кома е дълго състояние на безсъзнание, при което лицето изглежда, че спи и не отговаря по никакъв начин на заобикалящата го среда. В медицинската общност се използват много специфични параметри при определяне на един човек дали е в кома.
Човек в кома:
- Е в безсъзнание
- Не може да се събуди
- Липсват цикъл на съня
- Не реагира нормално на светлина или болка

### Различия с други състояния
Комата не е болест. Това е отговор на нанесена вреда на мозъка или метаболитни проблеми в мозъка. Тя може да бъде временна и да продължи седмици (дори и години), или може да бъде постоянна. Хора, които страдат от редица заболявания, които нарушават кръвообръщението в мозъка изпадат в кома, хора страдащи от:
- Инсулт
- Неврологични припадъци, като епилепсията
- Кървене или подуване на мозъка
- Инфекции на централната нервна система
- Кислородно лишаване на организма
- Високите нива на кръвната захар
- Токсично натрупване

Комата не е дълбок сън. Според д-р Крис Идзиловски, директор на Центъра за изследване на съня в Единбург комата е много различно състояние от дълбокия сън.
По време на кома, мозъкът е дезорганизиран.
Всеки пациент в кома може да има различни нива и видове мозъчни функции. Като цяло при пациентите в кома има някои части на мозъка, които все още могат да работят, но по-голямата част от тях вече не са в състояние да обработват каквато и да е информация.
Това разстройство на мозъчните функции е много различно по време на дълбок сън.
При него системите са много организирани. Някои части на мозъка не работят, а други работят. Тъй като човек преминава през различни цикли на съня, организацията ще се промени. Например, мозъкът може да бъде затворен към външния свят и да не реагира на светлина или звук, но все още да сънува.
Дълбокият сън е четвъртият етап от цикъла на съня, когато тялото и ума напълно релаксират. Мозъкът и всички мускулни движения са сведени до пълния си минимум на функциониране.
Много е трудно да се събуди някой, когато се намира в тази фаза на съня. Трябва им време да се осъзнаят къде са, какво става, могат да се чувстват дезориентирани за няколко минути, след като са били събудени.

## Степени
В съвременната медицина се използва т.нар. скала на Глазгоу, която оценява тежестта на нарушеното съзнание по три критерия – отваряне на очи, вербален отговор и моторен отговор.
Очи
- 4 т. – спонтанно отворени
- 3 т. – отваря очи на повикване
- 2 т. – отваря очи при болка
- 1 т. – не отваря очи

Вербален отговор
- 5 т. – ориентиран
- 4 т. – неадекватен
- 3 т. – изговаря отделни думи
- 2 т. – издава звуци
- 1 т. – няма вербален отговор

Моторен отговор
- 6 т. – изпълнява команди
- 5 т. – защитава се
- 4 т. – отдръпва се
- 3 т. – реагира с флексия
- 2 т. – реагира с екстензия
- 1 т. – не реагира на болка

В съзнание е човек, който събира 15 т. (максималния възможен) по скалата на Глазгоу, т.е. той има съзнание за време, място и собствена личност. Всеки пациент със сбор между 3 и 8 точки се счита, че е в кома.
Съвременното понятие кома включва в себе си другите леки степени на нарушено съзнание – обнубилацио, сомнолентност и сопор. Те са по-леките степени на кома.
За да бъде конкретизирана степента на мозъчната повреда, е създадена още една скала – скалата на Глазгоу-Лиеж.
При нея към скалата на Глазгоу е добавен още един критерий – увреждането на различни нива на мозъчния ствол, което се определя чрез отпадането на различни мозъчно-стволови рефлекси. Това са съответно: фронто-орбикуларен, вертикален окуло-цефален, зенична реакция на светлина, хоризонтален окуло-цефален и окуло-кардиален.
Тази скала обикновено се прилага за оценка при по-тежките степени на кома.

## Причини
- Травматични – това са мозъчното сътресение – commotio cerebri; мозъчната контузия – contusio cerebri; Мозъчните кръвоизливи – интрацеребрални, субдурални, епидурални; травматичния мозъчен оток, синдром на дифузно аксонално прекъсване.
- Мозъчно съдова патология – спонтанни мозъчни кръвоизливи – субарахноидни и интрацеребрални обусловени от руптура (спукване) на аневризми на мозъчните артерии или А-V (артерио-венозни) малформации.
- Нарушения в мозъчното кръвообръщение – (ПРМК) – преходно разстройство на мозъчното кръвообръщение (РИНД) – ревиезибилен исхемичен неврологичен дефицит; Исхемичен мозъчен инсулт (мозъчен инфаркт); Нарушения на мозъчния кръвоток обусловени от екстракраниални причини: А – от страна на сърцето – екстремни тахикардии, екстремни брадикардии, екстремни хипотензии поради различни причини – хиповолемия, шок, предозиране на медикаменти – бета блокери, вазодилататори, диуретици, повишени загуби от кървене, изпотяване, диарии, повръщане или просто от намален прием на течности. Повишен вискозитет на кръвта – при полицитемия или при обилна дехидратация. Съдов спазъм при хипертоничната енцефалопатия.
- При пространство-заемащи процеси – (ПЗП) – тумори, метастази, кисти, големи хематоми, паразити (ехинококоза).
- При повишено вътречерепно налягане – мозъчен оток, оклузивна хидроцефалия, високо венозно налягане (ЦВН)
- Възпалителни – при менингити, енцефалити, менингоенцефалити – специфични и неспецифични.
- При епилепсия – при епилепсията се наблюдава временна липса на съзнанието. Най-често това се среща при големите епилептични припадъци, но съзнание липсва, макара и за кратко при т.нар абсанси.
- Ендокринни:
  - Диабет – при диабета са възможни 4 вида кома – хипогликемична; хипергликемична – кетоацидозна; хиперосмоларна и лактацидозна. Първите две са обусловени съответно от ниски и високи стойности на кръвната захар. Останалите две са редки и са обект на интензивната медицина.
  - Адисонова болест – рядко заболяване, характеризиращо се с надбъбречна недостатъчност.
  - Микседем – при тежка хипофункция на щитовидната жлеза.
- При отклонения в температурния оптимум – фебрилни състояния над 39 – 40 градуса и хипотермии под 35 градуса.
- Бъбречна (уремична) кома се развива при пациенти с напреднала бъбречна недостатъчност поради натрупване на голямо количество азотни тела (урея) в кръвта.
- Чернодробна – чернодробна и псевдо-чернодробна кома, които се развиват – първата при тежко чернодробно увреждане (например при тежък вирусен хепатит или при чернодробна некроза при различни отравяния), а втората при чернодробна цироза, защото кръвта минава по наличните шънтове, а не през черния дроб.
- Аноксична и хипоксична – при удавяне, попадане в безкислородма среда, удушване, загърляне, обесване, както и при тежка степен на дихателна недостатъчност с ниско съдържание на кислород в кръвта, чуждо тяло в дихателните пътища.
- Хиперкапнична – при пациенти с високи стойности на въглероден двуокис в кръвта – при неефективно спонтанно дишане и тежки пристъпи на астма или бронхиолит, както и при много напреднали рестриктивни белодробни заболявания – ХОББ и емфизем.
- Електролитна – при тежки нарушения в серумните нива на натрий, калий, калций, магнезий.
- Емболична – при мозъчна емболия с микроемболи – газови – при кесонна болест, мастна емболия при масивни травми и големи ортопедични оперативни интервенции, както и при инфузии на мастни емулсии, бактериални при сепсис, микротромбоемболия при ДИК синдром (синдром на дисеминирана интравазална коагулация), понякога и след продължителни операции на ЕКК (икстра корпорално кръвообръщение)
- При някои васкулити – макар и рядко при нодозен периартериит, болест на Schönlein–Henoch.
- Хипоонкотична – при тежки форми на хипопротеинемия и хипоалбуминемия – масивни изгаряния, недохранване, дълго гладуване, синдроми на нарушена чревна резорбция, късо тънко черво (най-често след резекция) и т.н.
- Медикаментозна – при предозиране или отравяне с невротропни медикаменти – барбитурати, бензодиазепини общи анестетици, както и с медикаменти повлияващи допаминовата и серотониновата обмяна. При тежки мозъчни травми се използва медикаментозната барбитурова кома като начина за мозъчна протекция. При продължителна механична вентилация се използва терминът седация, който е медикаментозно потискане на съзнанието, за да може пациентът да понесе и да се адаптира към апарата за изкуствена вентилация.
- Токсична – при отравяне с различни отровни вещества – въглероден окис, сероводород, серен двуаокис, както и при вдишване на газове при пожар.
- Метаболитна – при някои генетични болести на обмяната – порфирия
- Смесени причини – съчетание на повече от един фактор, които действат в една и съща посока – например тежка хипопротеинемия с тежка хипонатриемия и др.